# Мохаммед, Руфай
Руфай Мохаммед (англ. Rufai Mohammed; род. 15 марта 2006) — ганский футболист, защитник шведского «Эльфсборга», выступающий на правах аренды за «Вернаму».

## Клубная карьера
Футболом занимался в академии ганского «Интер Алайз», а затем был переведён в первую команду. Весной 2023 года приезжал на просмотр в шведский «Эльфсборг», где несколько месяцев тренировался с юношеской командой клуба. В марте 2024 года подписал контракт с командой сроком на пять лет. В первом сезоне продолжил выступать за команду до 19 лет. 22 сентября в матче с «Хаммарбю» впервые попал в заявку на матч чемпионата, но на поле не появился. В феврале 2025 года на правах аренды на полгода отправился в «Вернаму». 29 июня дебютировал в чемпионате Швеции в матче с «Эльфсборгом», выйдя в стартовом составе.

## Карьера в сборной
Сыграл несколько матчей за юношескую сборную Ганы. В её составе принимал участие в чемпионате ВАФУ, где сборная заняла третье место.

## Клубная статистика
| Выступление      | Выступление      | Выступление      | Лига | Лига | Кубки | Кубки | Конт. кубки | Конт. кубки | Итого | Итого |
| Клуб             | Лига             | Сезон            | Игры | Голы | Игры  | Голы  | Игры        | Голы        | Игры  | Голы  |
| ---------------- | ---------------- | ---------------- | ---- | ---- | ----- | ----- | ----------- | ----------- | ----- | ----- |
| Вернаму          | Алльсвенскан     | 2025             | 1    | 0    | 0     | 0     | 0           | 0           | 1     | 0     |
| Вернаму          | Итого            | Итого            | 1    | 0    | 0     | 0     | 0           | 0           | 1     | 0     |
| Всего за карьеру | Всего за карьеру | Всего за карьеру | 1    | 0    | 0     | 0     | 0           | 0           | 1     | 0     |